# Cataratas del Iguazú
Las cataratas del Iguazú (en portugués: cataratas do Iguaçu) son un conjunto de cataratas que se localizan en el río Iguazú, entre la ciudad de Puerto Iguazú, provincia de Misiones, Argentina, y Foz do Iguaçu, estado de Paraná, Brasil. 
Están formadas por 275 saltos de agua que se precipitan sobre un conjunto de capas de basalto de origen volcánico, cuyo desgaste diferencial ha generado la forma escalonada del terreno; el 80 % de ellos se ubican del lado argentino. Un espectáculo aparte es su salto de mayor caudal y, con 80 m, también el más alto, la Garganta del Diablo, el cual se puede disfrutar en toda su majestuosidad desde solo 50 m, recorriendo las pasarelas que parten desde Puerto Canoas, al que se llega utilizando el servicio de trenes ecológicos. Por este salto pasa la frontera entre ambos países.
Debido a las características de la zona se pueden observar: “Una exuberante y casi tropical vegetación, la frondosidad de los grandes helechos, las cañas de los bambúes, los graciosos troncos de las palmeras y miles de especies de árboles, con sus copas inclinándose sobre el abismo adornado con musgos, begonias rojas, orquídeas de oro, bromelias brillantes y bejucos con flores trompetas…”
Fueron elegidas como una de las «Siete maravillas naturales del mundo».

## Toponimia
El nombre de las cataratas en español, Iguazú y arcaicamente Yguazú, proviene de dos palabras de origen guaraní: la palabra «y» (que se lee [ɨ]) como vocal cerrada central no redondeada y la palabra «guazú», que en esa lengua quieren decir y=  'agua', guazú= 'grande'; es decir, Iguazú significa “agua grande”. En portugués se las denomina cataratas do Iguaçu.

## Historia
En el año 1541, mientras realizaba una travesía desde el océano Atlántico hasta Asunción del Paraguay, el adelantado español Álvar Núñez Cabeza de Vaca divisó las sorprendentes cataratas del río Iguazú y las bautizó como «saltos de Santa María». El primer europeo en divisar estas cataratas fue el náufrago de la expedición de Juan Díaz de Solís, Alejo García, en 1524, cuando cruzó por esa región en busca de la sierra de la plata. El nombre de «Saltos de Santa María», con el tiempo fue reemplazado por su antigua denominación guaraní Iguazú (antigua ortografía de Iguazú 'gran cantidad de agua', y guazú 'grande').
Por entonces la región era habitada por indígenas de la etnia mbyá-guaraní, quienes alrededor de 1609 comenzaron a vivir el proceso evangelizador protagonizado por los sacerdotes de la Compañía de Jesús, llamados jesuitas, quienes desarrollaron exitosamente en esta región de América Latina un sistema de reducciones que llegó a contar con 30 pueblos distribuidos en las regiones del Tapé y La Guayrá (ubicados actualmente en el sur de Brasil, Paraguay y en Argentina, en toda la provincia argentina de Misiones y el norte de Corrientes). Fueron las misiones jesuíticas guaraníes.
Por diferencias políticas y económicas con la corona de España los jesuitas fueron expulsados en 1768.
La zona de las cataratas volvió a cobrar un nuevo impulso hacia junio de 1881 —poco antes de la federalización de Misiones—, momento en que la provincia de Corrientes, que ejercía la jurisdicción, vendió 50 leguas cuadradas de tierras sobre los ríos Paraná, Iguazú y Uruguay a Severo Fernández y Ernesto Arnadey. Estos transfirieron sus derechos, en octubre de ese mismo año, a Rafael Gallino, quien volvió a enajenarlos a favor de Gregorio Lezama.
En diciembre de 1881 Misiones se separó de Corrientes y en 1882 asumió el primer gobernador, Rudecindo Roca, quien dividió el territorio en cinco departamentos. Uno de sus comandantes, Francisco Cruz, llegó hasta la confluencia de los ríos Paraná e Iguazú llevando con él a una comisión científica alemana que buscaba tierras para colonizar. Esta expedición era costeada por Ledesma (propietario de las tierras de Iguazú) y dirigida por el explorador Carlos Bossetti. Entre los expedicionarios se encontraba también Jordan Hummell, que años más tarde organizó el primer viaje de turismo a las cataratas del Iguazú. Así, las cataratas son “descubiertas” nuevamente y volvieron a ser admiradas.
En 1888, Gregorio Lezama vendió las «tierras del Iguazú» a Martín Erracaborde Cía.
En 1902, el Ministerio del Interior de Argentina encomendó al arquitecto paisajista Carlos Thays realizar un estudio de las cataratas, que fue la base para la creación del parque nacional Iguazú, en 1934, que posee 67 620 hectáreas de selva misionera.

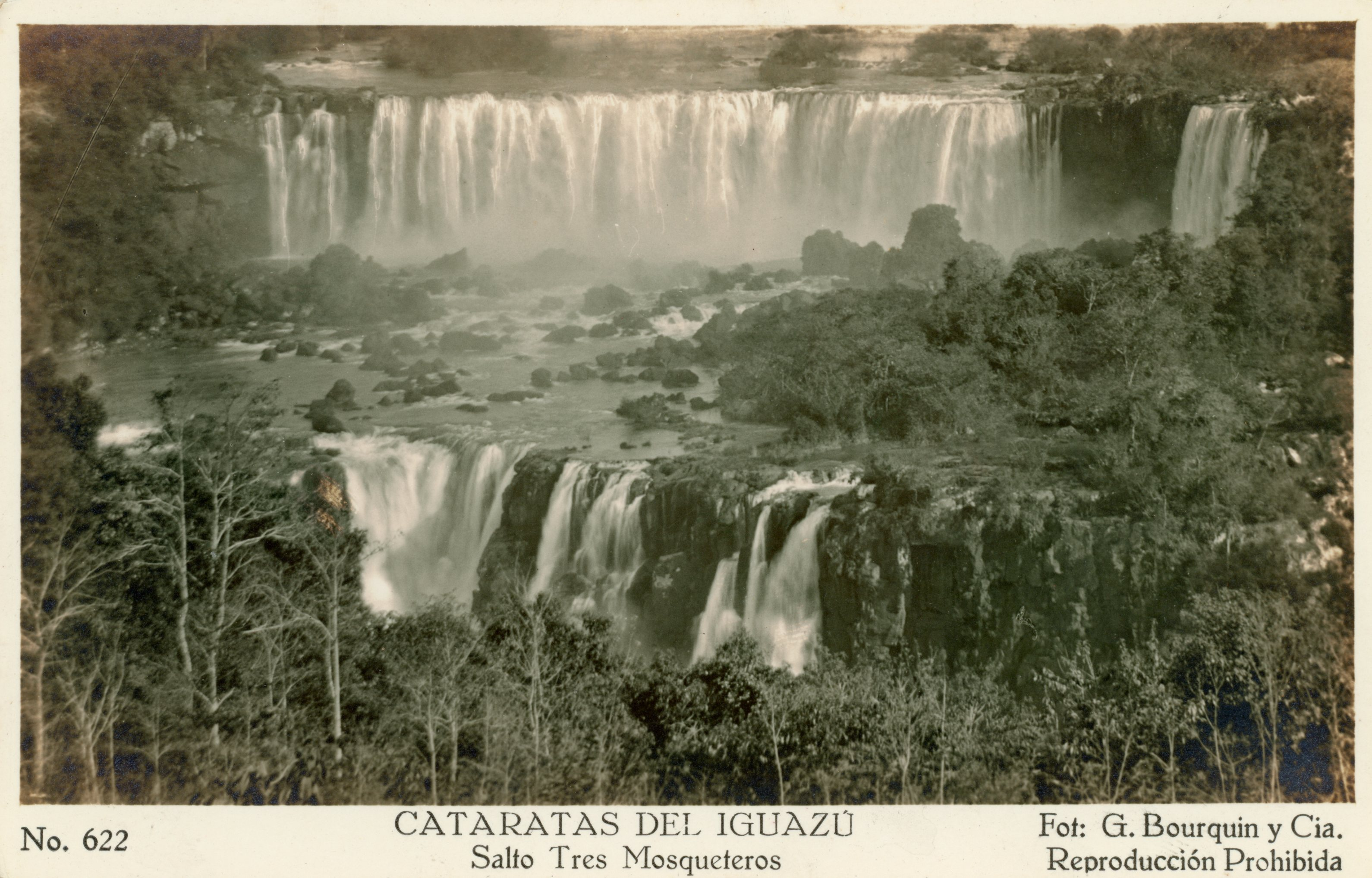
Fotografía histórica del Salto Tres Mosqueteros (foto de la primera mitad del).

El 20 de septiembre de 1895, el gobernador Balestra dividió la provincia en 14 departamentos. El departamento Iguazú pasó a integrar el departamento Frontera junto a Manuel Belgrano, Eldorado y parte de San Pedro.
El 19 de julio de 1897, se designó juez de paz de la incipiente población de Iguazú a Alberto Múgica. Para entonces, Jordan Hummell, acompañado de los señores Núñez y Gibaja, ya había realizado una nueva incursión hasta las cataratas del Iguazú, pero por el lado brasileño, ya que del lado argentino la selva era impenetrable. De ese viaje llevaron al gobierno su interés en promover la llegada de turistas.
Una de las varias leyendas cuenta de la existencia de una serpiente gigante, "Mbói", la cual vivía en el interior del río. Para aplacar su ferocidad, los aborígenes sacrificaban a una dama una vez por año, arrojándola a las aguas como ofrenda para la bestia. En una de esas ocasiones un valiente guaraní raptó a la doncella elegida, para salvarla del tradicional rito, escapando con ella en canoa por el río.
Al enterarse de la osadía, Mbói entró en cólera y encorvando su lomo partió el curso del río, creando así las cataratas y separando de este modo a ambos indígenas.

## Fauna
La fauna que existe en las cataratas de Iguazú está compuesta por 450 especies de aves,  80 especies de mamíferos, gran variedad de insectos y dentro de la fauna fluvial podemos encontrar yacarés, tortugas, garzas y peces.
Dentro de las especies de aves que existen destacan los vencejos de cascada que son la especie representativa de las cascadas de Iguazú; también se encuentra el tucán grande, que es uno de los cinco tipos de tucanes que existen en la zona.
Las cascadas representan un refugio para algunos animales que se encuentran en peligro de extinción, como el yaguar, tapir, ocelote, tiricas, oso hormiguero, la yacutinga, águilas selváticas, el yacaré overo, etc.

## Paseos

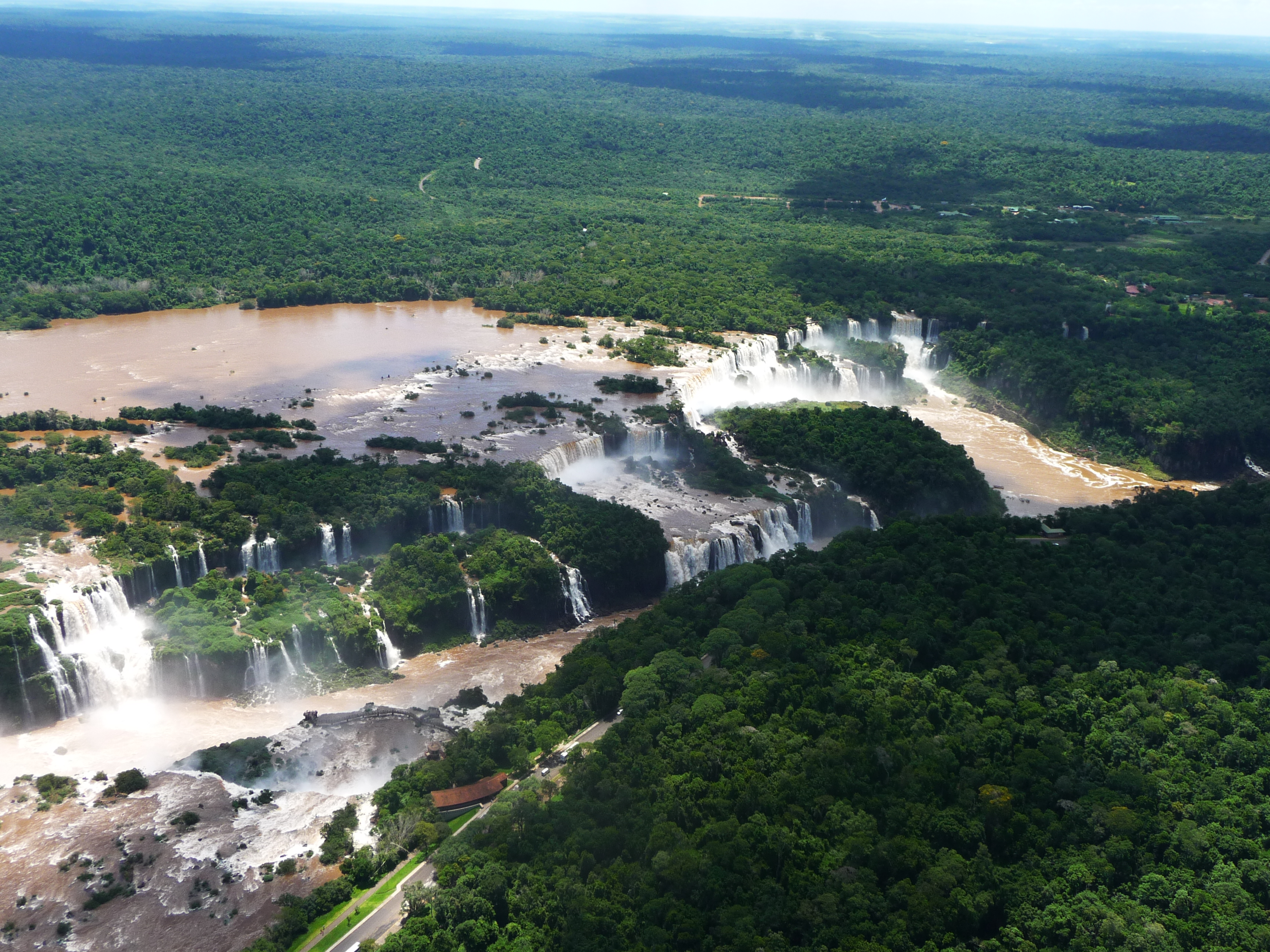
Algunos de los saltos del lado argentino.

Las cataratas del Iguazú son el principal centro turístico del noreste de Argentina, y uno de los principales de todo el país.
En ellas, los paseos se encuentran principalmente en el lado argentino, aunque desde el lado brasileño se tiene una vista panorámica.
En 1984 el sector argentino de las cataratas, el parque nacional Iguazú, fue declarado Patrimonio de la Humanidad por la Unesco. Posteriormente, en 1986, el sector de Brasil, que se encuentra en el parque nacional de Iguazú, también fue declarado Patrimonio de la Humanidad.
Dentro del parque argentino se encuentra el Hotel Sheraton Iguazú (antes hotel Internacional Iguazú), que cuenta con una vista panorámica de la Garganta del Diablo y de los saltos brasileños.
Cerca de las cataratas se encuentra la ciudad argentina de Puerto Iguazú, en la confluencia de los ríos Iguazú y Paraná. Allí se ubica la triple frontera con Paraguay.
- Paseo Inferior:

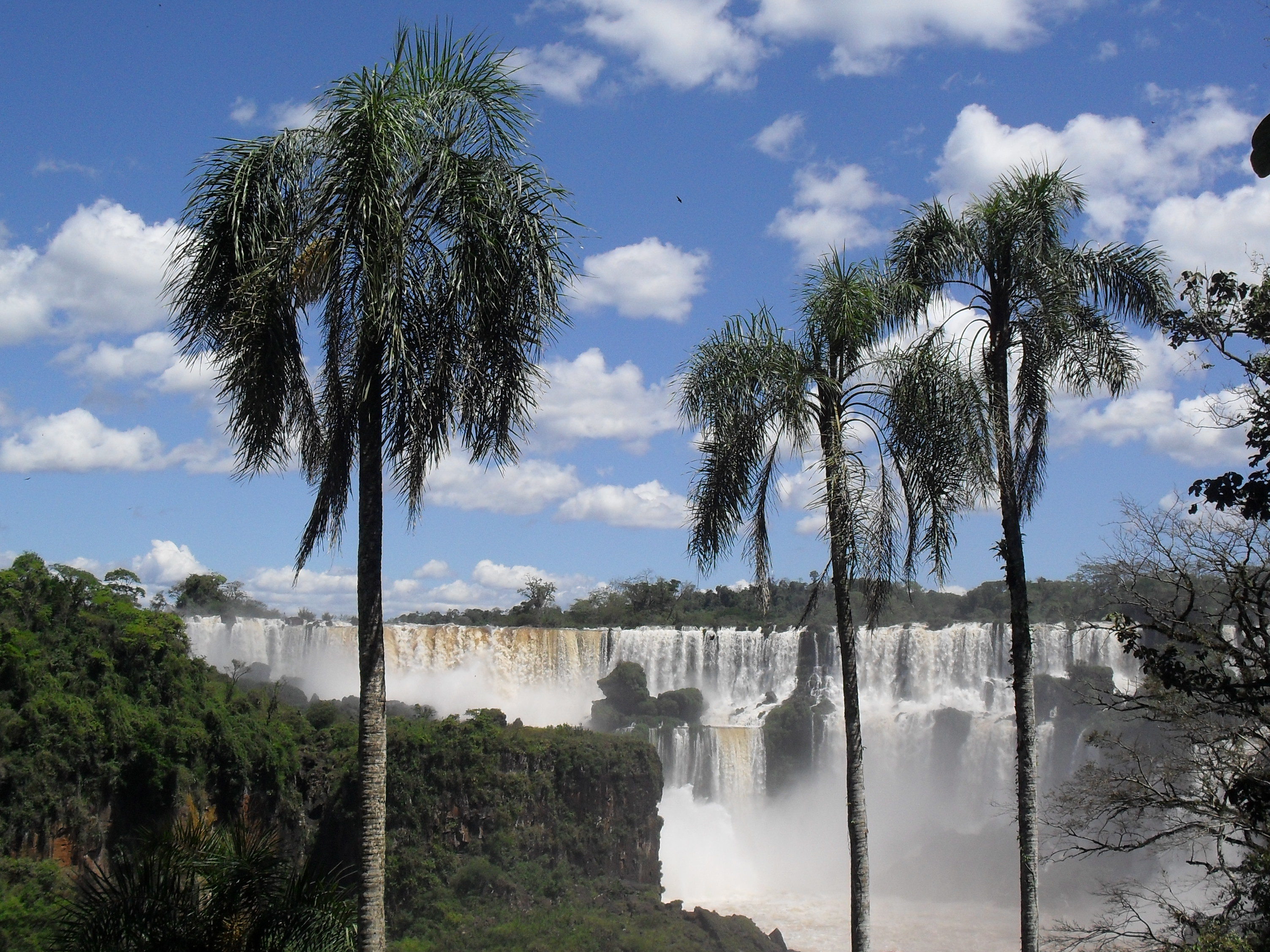
Vista de las cataratas del Iguazú desde el mirador que se encuentra en el circuito inferior.

Partiendo desde el mirador, que recuerda por su figura a un faro y se destaca del entorno por su color blanco, se desciende por numerosas escalinatas (algunas fueron talladas en la misma roca) hacia el río Iguazú y se transita por un bello sendero pedestre. Rodeado por la exuberante selva podrá disfrutar de una hermosa visión de la parte inferior de los saltos.
Comenzando la visita en el salto Lanusse y pasando por el salto Álvar Núñez Cabeza de Vaca, se llega a un espléndido punto panorámico desde donde tendrá una primera vista de la Garganta del Diablo. Avanzando un poco más se observa la isla San Martín y a su derecha el salto homónimo. Al final del sendero se encuentra el salto Bossetti.
Allí el vapor de agua producido por el choque del agua contra las rocas forma una tenue pero incesante lluvia. Descendiendo por el sendero hacia Punta Peligro podrá, si en ese momento se encuentra habilitado, navegar por el río Iguazú y cruzar a la isla Pascua. Ya de regreso se pasa por el salto Dos Hermanas, donde antes se podía gozar de un refrescante baño en la enorme pileta natural que se forma en su base, ya que ahora dicha actividad se encuentra prohibida.
- Paseo Superior:

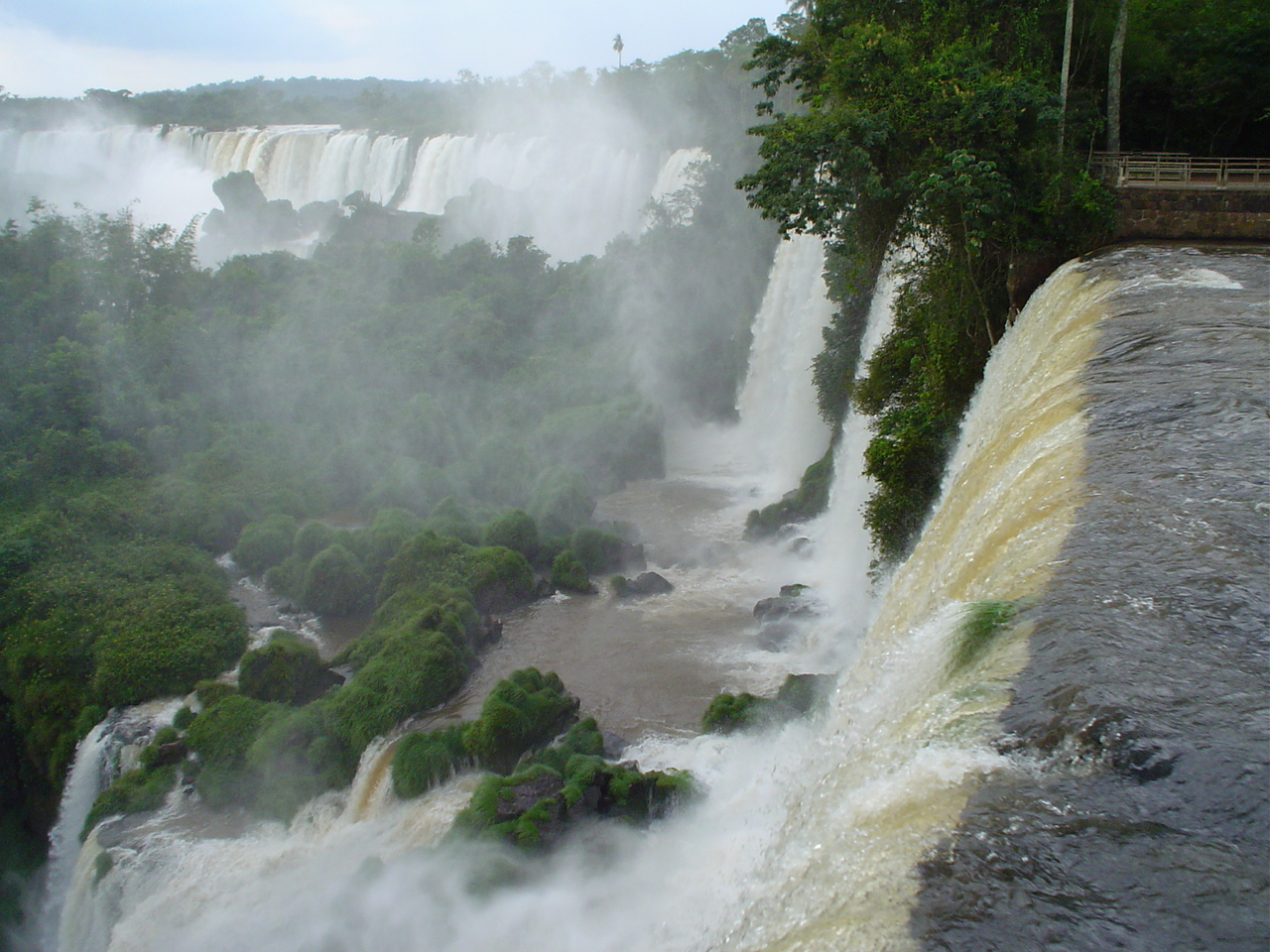
Cataratas del Iguazú del lado argentino desde el Paseo Superior.

Partiendo desde el mismo sitio antes mencionado, se recorre, como el nombre del paseo indica, la parte superior de las caídas de agua. El punto de observación desde un nivel más alto cambia por completo la visión del paisaje. se ve prácticamente a sus pies despeñarse las turbulentas aguas.
De esta manera se visita nuevamente el Salto Dos Hermanas, el Bossetti, el Chico, que son un pequeño adelanto de la imponente garganta del Diablo. En este sitio, donde el agua cae desde aproximadamente 70 metros de altura, sorprende el ensordecedor bramar del agua, permanentemente cubiertas por densas columnas de vapor, que despide el choque del agua con las rocas.
- Garganta del Diablo:

A la garganta del Diablo se accede a través del Tren de las Cataratas, descendiendo en la Estación Garganta del Diablo. A partir de allí se realiza una caminata por la nueva pasarela, que serpenteando entre las islas, recorre 1100 metros hasta los amplios balcones ubicados junto al borde y frente de la Garganta del Diablo. La duración de este paseo es de dos horas. El último tren parte a las 15:30 hs, y el horario de cierre de la pasarela es a las 17:00 hs.
- Isla de San Martín:

Años atrás, era posible llegar a la Isla de San Martín a través del servicio de botes que salían desde el circuito inferior. Desde aquí se podía observar una vista panorámica de la Garganta del Diablo, de la Ventana (con su dormidero de jotes), y del salto San Martín.
En la actualidad, no sé permite el acceso a la Isla San Martín.
- Sendero Macuco:

Este sendero de senderismo es una de las salidas tradicionales para los amantes de la observación de la naturaleza. Una antigua picada de extracción forestal de 3600 m de longitud por ambiente selvático. Este sendero permite acceder a una cascada de 20 m en plena selva. Es una oportunidad para conocer selva, y avistar macucos, monos platirrinos como el cai o el mono carayá, coatíes, pavas de monte, un sinfín de insectos y ocasionalmente víboras de coral. Aquí se encuentra el Salto Arrechea.

## Distribución de las cataratas entre Argentina y Brasil
Las Cataratas de Iguazú se hallan dispuestas en forma que parece una gran "J" inversa. En la margen derecha (norte) se encuentra el territorio brasileño, el cual posee poco más de un 20 % de los saltos de dichas cataratas; y del lado izquierdo (sur) se hallan los saltos argentinos, los cuales conforman casi un 80 % de las cataratas. Para conocer completamente y apreciar del todo estas cataratas, la recomendación es visitar tanto el lado argentino como el brasileño, porque de un lado se aprecia panorámicamente el otro, y viceversa. Surge de esta distribución el dicho que “desde Brasil se ven las cataratas, y desde Argentina se viven”: desde Brasil se tiene una panorámica impactante de la mayoría de los saltos, los cuales pueden ser recorridos vívidamente del lado argentino. En efecto, del lado argentino el visitante se mueve entre los saltos, no solo en las pasarelas que permiten casi tocar el agua, sino también en los paseos en lancha, que permiten ir hasta al lado de las impactantes caídas de agua, e incluso acercarse a la Garganta del Diablo, si se parte en lancha desde territorio argentino.

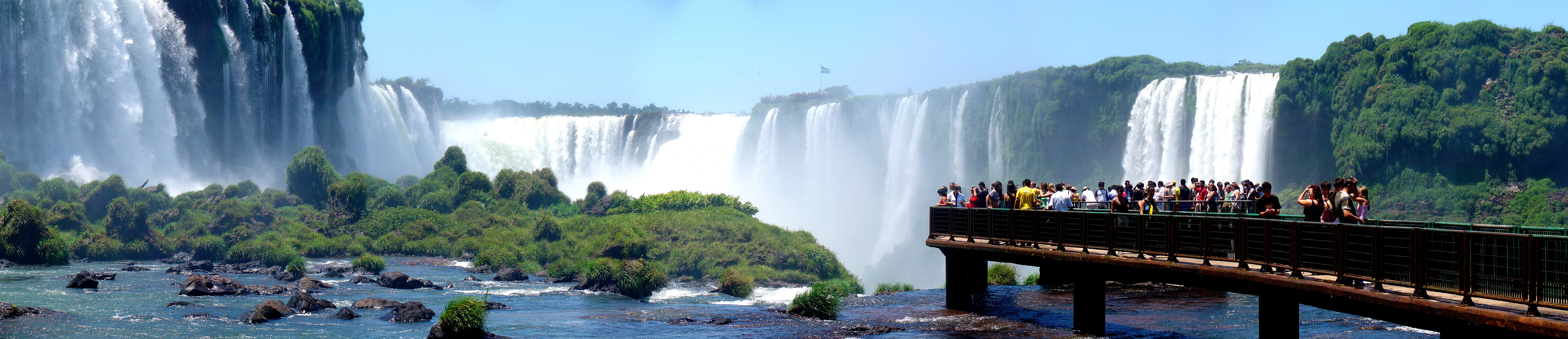
Las cataratas del Iguazú vistas desde el lado brasileño hacia la Garganta del Diablo.

## Caudal
El caudal de agua promedio de estas cataratas (cascadas) es de 1500 m³ por segundo, aunque a fines de junio del año 2014, se produjo la crecida histórica que llegó a los 5000 m³ por segundo, triplicando el caudal promedio que llevan las Cataratas del Iguazú (superando la crecida del año 1983) producto de las intensas lluvias en las altas cuencas del río Iguazú sobre territorio brasileño. Contrariamente, la sequía histórica del año 1978 es exhibida por el parque nacional cómo el año en que menos caudal llevaban las cataratas.

## Una de las siete maravillas naturales del mundo

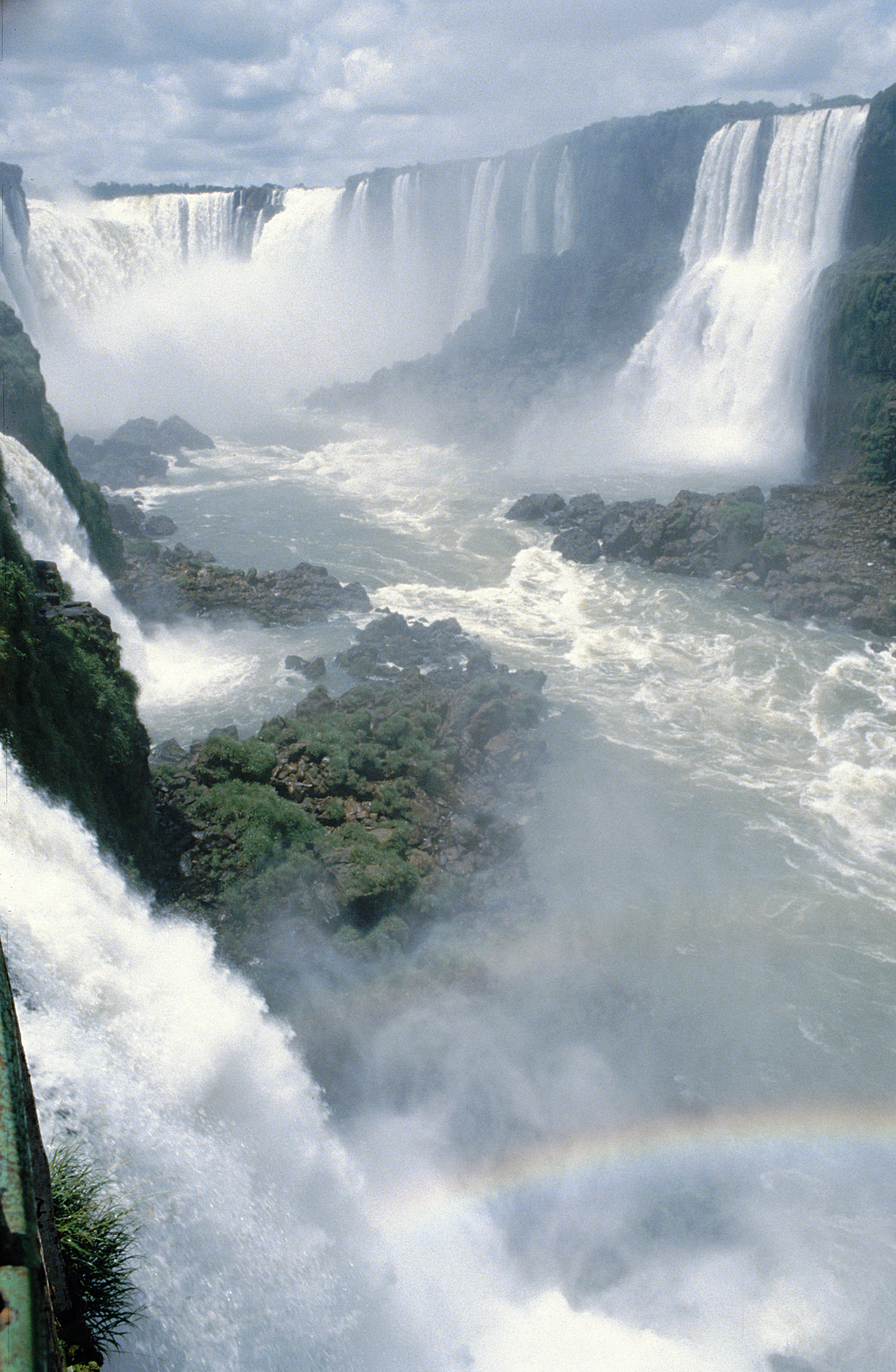
Vista de las cataratas del Iguazú, en el centro la garganta del Diablo

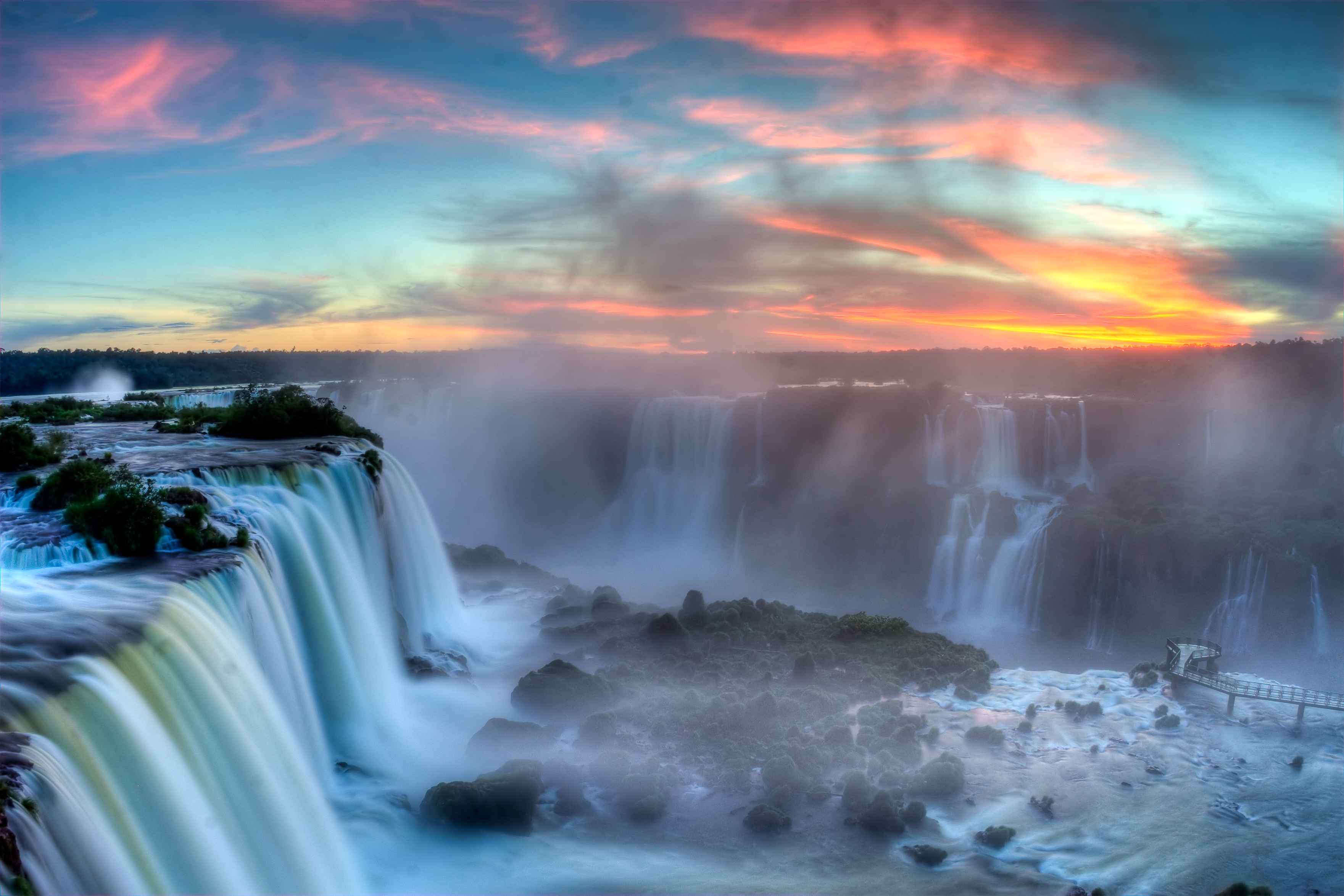
Cataratas del Iguazú.

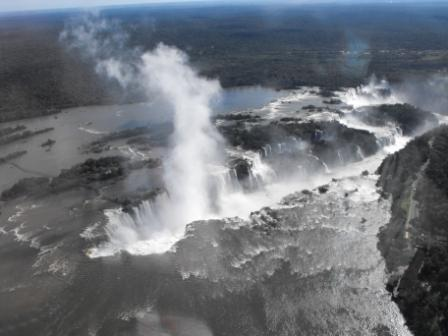
Vista aérea de las cataratas del Iguazú.

Las cataratas del Iguazú son una de las «Siete maravillas naturales del mundo». El 11 de noviembre de 2011, las cataratas fueron elegidas provisionalmente. El 22 de febrero de 2012 la fundación New7Wonder finalmente confirmó que estas cataratas son oficialmente una de las «Siete maravillas naturales del mundo».
Más de cien millones de personas en todo el mundo votaron a través de Internet por mensaje de texto, con más 440 atractivos de 220 países. “Estas maravillas sobreviven a todas las maravillas que existen y podrán existir porque son maravillas de la naturaleza”, fueron declaraciones del embajador brasileño Enio Cordeiro.
«Nuestra visión de Iguazú como una de las 7 maravillas de la naturaleza es la promoción de las Cataratas a través de una forma de turismo que hace un impacto mínimo sobre el medio ambiente, al tiempo que ayuda a crear empleos de calidad para la población local», dijo Bernard Werber, quien agradeció a los votantes, a los Comités Oficiales de Apoyo, y a los gobiernos de Argentina y Brasil por su compromiso con el éxito de la campaña.
El pasar a ser una de las siete maravillas naturales del mundo redundó, sólo en el primer año, en un aumento en el volumen de turismo en aproximadamente 300 000 personas.